# Fototeka
Fototeka е голяма онлайн библиотека, и информационен център за филми и фотографии, на Националната филмотека на Полша, намираща се във Варшава, свързани с историята на полските филми (филми, хора, събития и т.н.).

## История
Библиотеката е създадена през ноември 2009 г., в сътрудничество с интерактивна агенция „4K“, като електронен база данни е създадена въз основа на натрупани колекции от фотографии и филми, негативи и диапозитиви. Показва както познати, също така и уникални снимки на полски филми, от предвоенния период и от периода 1945 – 1989 г., и участващите в тях създатели – режисьори, актьори, оператори, асистенти и т.н., филмови премиери, и друга интересна и полезна информация.
Целта на библиотеката „Fototeka“ е:
- образование и разпространение на филмовата култура в съответствие със Закона за кинематографията от 30 юни 2005 г. и Устава на Националния филмов архив, който е приложен към Постановление № 17 на министъра на културата и националното наследство от 29 април 2008 г.;
- защита на фотографските колекции на Националната филмотека и развитието им;
- улеснение и помощ за установяването на контакти със собствениците на авторските права.

## Награди
Проектът е бил признат във филмовата индустрия, което води до двойно номинация през 2010 г. и 2011 г., за наградата на Полския институт за филмово изкуство в категорията „Уеб портал на филми“. При третата номинация през 2012 г. е удостоен с тази награда от Полския филмов институт.